# Yakov Punkin
Yakov Punkin (Ucrania, Unión Soviética, 8 de diciembre de 1921-12 de octubre de 1994) fue un deportista ucraniano especialista en lucha grecorromana donde llegó a ser campeón olímpico en Helsinki 1952.

## Carrera deportiva
En los Juegos Olímpicos de 1952 celebrados en Helsinki ganó la medalla de oro en lucha grecorromana estilo peso pluma, por delante del luchador húngaro Imre Polyák (plata) y del egipcio Abdel Aaal Rashed (bronce).